# Chloe Ann O'Neil
Chloe Ann O'Neil (nacida el 7 de septiembre de 1943) es una política estadounidense de Nueva York.

## Vida
Nació como Chloe Ann Tehon el 7 de septiembre de 1943, en Watseka, Condado de Iroquois, Illinois, hija de Stephen W. Tehon PhD (1920–2009) y Betty Irene "Mae" (Albright) Tehon (1922–2010). En 1952, la familia se mudó a Syracuse, Nueva York donde Stephen W. Tehon trabajó para General Electric. Se gradúe en ciencias en 1967, y más tarde el máster, ambos de SUNY Potsdam. Entonces  enseñó en la escuela. En 1966, se casó con el profesor universitario John G. A. O'Neil (1937–1992), y  tuvieron dos hijos. Vivieron en Parishville. Su marido fue miembro  de la Asamblea del Estado de Nueva York de 1981 a 1992. 
Ella entró en la política como Republicana, y fue de gran ayuda a su marida durante su cargo en la Asamblea. Su marido falleció el 10 de diciembre de 1992, en un accidente de coche, y Chloe Ann O'Neil fue nominada por los Republicada para las elecciones especiales para llenar su vacante. Fue elegida el 16 de febrero de 1993, y permaneció en la Asamblea (112.º D.) hasta 1998, durante las Legislaturas del Estado de Nueva York 190.º, 191.º y 192.º.